# ربی، کامبریا

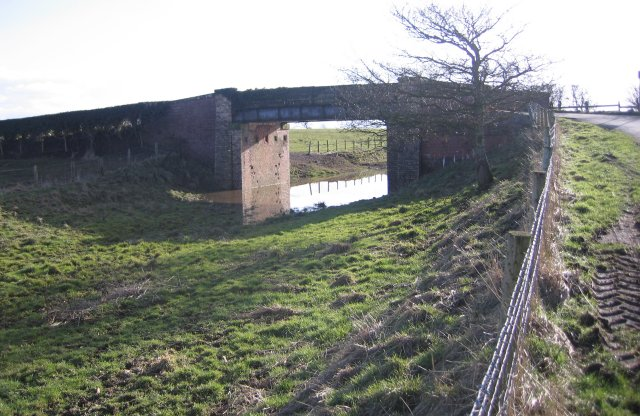
نمایی از یک پل راه‌آهن در نزدیکی روستای ربی، شهرستان کامبریا - ۲۰۰۶

ربی روستایی است که در شمال غربی انگلستان، واقع در شهرستان کامبریا قرار دارد.